# Ludrová
Ludrová és un poble i municipi d'Eslovàquia que es troba a la regió de Žilina, al centre-nord del país. El 2021 tenia 1.000 habitants.

## Demografia
| Godina             | 1994 | 2004   | 2014   | 2024   |
| ------------------ | ---- | ------ | ------ | ------ |
| Nombre de persones | 955  | 982    | 999    | 994    |
| Diferència         |      | +2,82% | +1,73% | −0,50% |

| Godina             | 2023 | 2024   |
| ------------------ | ---- | ------ |
| Nombre de persones | 981  | 994    |
| Diferència         |      | +1,32% |